# Behrouz Sebt Rasoul
Behrouz Sebt Rasoul (ur. 7 lipca 1970 w Teheranie) – irański niezależny reżyser, scenarzysta, montażysta, fotograf, muzyk i pisarz. Jest założycielem firmy producenckiej Nama Film. Jego film "Melody" został oficjalnie zgłoszony przez Tadżykistan jako kandydat do Oscara za najlepszy film międzynarodowy w 2025 roku.

## Filmografia
- 2012: The Singer In Love (film dokumentalny, 30 min)
- 2014: The Flight Melody (film fabularny, 45 min)
- 2015: Identity (film fabularny, 75 min)
- 2016: The Hidden Way (film fabularny, 45 min)
- 2018–2020: The Most Ancient Land (film dokumentalny, 1200 min)
- 2020: No Rain Without Bear (film dokumentalny)
- 2021: Before Eleven (film fabularny, 90 min)
- 2022: Between Two Homes (film dokumentalny, 62 min)
- 2023: Melody (film fabularny, 85 min, Iran/Tadżykistan)

## Nadchodzące pokazy
We wrześniu 2025 roku film Melody zostanie zaprezentowany w ramach wydarzenia kulturalnego Les Jeudis de Cannes Cinéma – Zoom sur le cinéma iranien, organizowanego przez miasto Cannes w ramach programu Saison Cannes Cinéma 2025–2026.

## Nagrody i nominacje
| Nagroda                                            | Data                 | Tytuł / Osoba | Wynik                                                                | Źródło      |
| -------------------------------------------------- | -------------------- | ------------- | -------------------------------------------------------------------- | ----------- |
| Oscary 2025 (Tadżykistan)                          | 2024                 | Melody        | zgłoszony                                                            |             |
| Międzynarodowy Festiwal Filmowy w Indiach (Goa)    | 24 listopada 2023    | Melody        | pokaz sekcji Cinema of the World                                     |             |
| Festiwal Filmowy w Czenaj                          | 21 grudnia 2023      | Melody        | pokaz sekcji World Cinema                                            |             |
| Festiwal w Keswick                                 | 1 marca 2024         | Melody        | konkurs                                                              |             |
| Międzynarodowy Festiwal Filmowy Fajr               | 3 lutego 2024        | Melody        | konkurs                                                              |             |
| Festiwal ImagineIndia, Madryt                      | 2024                 | Melody        | wygrana (zdjęcia, scenografia, muzyka) / nominacje (aktorka, dźwięk) |             |
| Festiwal Filmowy w Zurychu (Iranian Film Festival) | 11 września 2024     | Melody        | konkurs                                                              |             |
| Chiński Festiwal Jedwabnego Szlaku (Xi’an)         | 16 września 2024     | Melody        | sekcja panorama                                                      |             |
| Izmir Międzynarodowy Festiwal Filmów i Muzyki      | 30 października 2024 | Melody        | nagroda za najlepszą muzykę                                          |             |
| Festiwal Filmowy w Dohuku                          | grudzień 2024        | Melody        | konkurs                                                              |             |
| Eurazjatycki Międzynarodowy Festiwal Filmowy       | 24–30 listopada 2024 | Melody        | konkurs                                                              |             |
| Rain Międzynarodowy Festiwal Filmów Przyrodniczych | 4–5 listopada 2024   | Melody        | konkurs                                                              |             |
| Międzynarodowy Festiwal Filmowy w Dhace            | 11 stycznia 2025     | Melody        | nagroda za najlepszą aktorkę (Diman Zandi)                           |             |
| Australijska Cinémathèque                          | 19 lutego 2025       | Melody        | pokaz                                                                |             |
| Szwajcarski Cine Club Persan                       | 18 marca 2025        | Melody        | pokaz                                                                |             |
| Pokaz w Cannes Cinéma / Francja                    | wrzesień 2025        | Melody        | pokaz specjalny                                                      | [ 2 ] [ 3 ] |